# Abramelinova magie
Kniha posvátné magie mága Abramelina je středověký grimoár, založený na příběhu egyptského mága jménem Abramelin, který předal svou nauku o magii Abrahamovi z Wormsu, německému Židu, o kterém se předpokládá, že žil v letech 1362–1458. Soustava magie této knihy získala popularitu v 19. a 20. století. Díky překladu Samuela Lidella MacGregora Matherse se rozšířila v Hermetickém řádu Zlatého úsvitu (Golden Dawn) a později v mystickém systému Thelema (založeném Aleistrem Crowleym v r. 1904).
Mathers použil pro svůj překlad nejmladší rukopisnou kopii, která obsahuje mnoho chyb a vynechávek. Pozdější anglický překlad Georga Dehna a Stevena Gutha založený na ranějším a kompletnějším zdroji, je odbornější a úplnější. Dehn určil jako autora Abramelinovy knihy rabína Jakova Moelina (hebrejsky יעקב בן משה מולין‎; cca. 1365–1427), německo-židovského talmudistu.

## Struktura knihy
Grimoár je koncipován jako svého druhu dopisní novela nebo autobiografie, v níž Abraham z Wormsu popisuje svoji cestu z Německa do Egypta a odhaluje Abramelinova magická a kabalistická tajemství svému synu Lamechovi. Text je datován rokem 1458.
Příběh vypráví o předání magických a kabalistických arkán Abrahamem z Wormsu jeho synovi a sděluje, jak dospět k jejich uskutečnění. Abraham popisuje, že našel mága Abramelina žijícího v poušti nedaleko egyptského města Arachi (Araki) na břehu Nilu. Abramelinův dům stál na pahorku obklopeném stromy. Byl egyptským mágem a naučil Abrahama mocnou formu kabalistické magie. Byl úctyhodného věku a velmi zdvořilý a přívětivý. Nikdy se nehádal, jen vyžadoval úctu k Bohu vedoucí k dobrému životu a odmítal zlo pocházející z hromadění bohatství a statků.
Abramelin získal od Abrahama slib, že se vzdá falešných dogmat a bude žít způsobem božího Zákona. Poté dal Abrahamovi dva rukopisy k opsání, žádaje za ně deset zlatých s úmyslem rozdělit je mezi 72 chudých v Arachi. Po jeho návratu o patnáct dní později, když byl ochoten zaplatit tuto almužnu, si Abramelin vyžádal od Abrahama slib, že bude sloužit a bát se Boha a bude žít a zemře v jeho nejsvětějším Zákoně. Poté Abramelin předal Abrahamovi „Božské vědění“ a „Opravdovou magii“ sepsanou ve dvou rukopisech, které měl následovat a předat jen těm, které dobře znal.

## Původ rukopisu
Kniha existuje v podobě šesti rukopisů a rané tištěné edice. Provenience textu nebyla ještě definitivně určena. Nejranější rukopis má dvě verze, datované kolem roku 1608, psané německy a nyní se nacházející ve Wolfenbüttelu. Jiné dva rukopisy jsou v Drážďanech, datované kolem roku 1700 resp. 1750.
První tištěná verze vyšla německy roku 1725 v Kolíně nad Rýnem v tiskárně Petera Hammera. Částečná hebrejská kopie se našla v Bodleianově knihovně v Oxfordu a je datována okolo roku 1740. Jeden rukopis dříve existoval v Bibliothéque de l'Arsenal v Paříži, instituci založené roku 1797. Francouzská kopie se ztratila, ale je dostupná na mikrofilmu.
Všechny německé kopie textu se skládají ze čtyř knih: autobiografického úvodu o cestě Abrahama z Wormsu do Egypta, knihy kombinující náměty z korpusu praktické Kabaly (včetně některých, které se vyskytují v německo-židovském grimoáru nazývaném „Šestá a sedmá kniha Mojžíšova“) a dvou knih magie předaných Abramelinem Abrahamovi. Známý anglický překlad od S. L. MacGregora Matherse z francouzského pařížského rukopisu obsahuje jenom tři ze čtyř knih. Hebrejská oxfordská verze je omezena na jedinou knihu, bez dalších odkazů.
Ze všech dosud existujících zdrojů jsou odborníky považovány za původní německé rukopisy chované ve Wolfenbüttelu a v Drážďanech. Podle respektovaného kabalistického učence Gershoma Scholema byla hebrejská oxfordská verze přeložena z němčiny. Analýza pravopisu a jazyka použitého ve francouzském rukopise jej řadí do 18. stol. a jedná se pravděpodobně také o překlad z němčiny. Ačkoliv autor cituje z židovské knihy Žalmů, použitá verze není hebrejská, spíše je z latinské Vulgáty, překladu Bible pořízené ve své době římskokatolickou církví.
Německý esoterický učenec Georg Dehn zastával názor, že autorem Knihy Abramelinovy magie byl rabín Jakob Moelin (יעקב בן משה מולין; cca. 1365–1427), německo-židovský talmudista a posek (autorita židovského práva).

## Abramelinova operace
Text popisuje složitý rituál, jehož smyslem je získat poznání a spojení se Strážným andělem. Přípravy jsou komplikované a dlouhé. Všechny německé texty uvádějí jako délku operací, nutnou ke kontaktu s Andělem, osmnáct měsíců, pouze v Mathersově překladu iniciační fáze soustavné práce trvá jen šest měsíců.
Během tohoto období se mág musí denně modlit před východem slunce a opět po jeho západu, má dlít o samotě a nerozptylovat se. Během přípravné fáze platí plno omezení: dodržení pohlavní zdrženlivosti, zákaz alkoholu a nutnost vést své obchody spravedlivě a čestně.
Poté, co je přípravná fáze zdárně dokončena, se mágův Strážný anděl zjeví, aby odhalil arkánum.
Jakmile je vše dokonáno, mág přistupuje k evokaci dvanácti Vládců a Knížat pekel (Lucifera, Satana, Leviathana ad.) a jejich podřízených. Tak nad nimi získá ve svém vlastním mentálním světě kontrolu a vypudí jejich negativní vliv ze svého života. Tito duchové pošlou množství služebných duchů (čtyři hlavní služebníky a několikrát více podřízených, podle souboru magických čtvercových talismanů zobrazených v Abramelinově čtvrté knize).
Mágovy cíle, pro něž mohou být démoni použiti, jsou typické pro všechny grimoáry: praktikovi je slíbena schopnost najít zakopané poklady, získat přízeň v lásce, schopnost magického letu, dosáhnutí neviditelnosti – toť malá ukázka z nabízených možností.
Magické čtverce jsou charakteristické speciálními instrukcemi pro rozvedení těchto operací, jako je např. recept na olej pro pomazání (viz Exodus 30), oblíbený u ceremoniálních mágů pod jménem Abramelinův olej. Je zde popsáno ještě několik dalších pomůcek – Laterna magica, magická hůlka z mandlové větve, recept pro vykuřovadlo známé dnes jako Abramelinovo kadidlo (viz také Exodus 30), různá roucha, čtvercový nebo sedmistranný tác ze stříbra nebo vosku atd.
Protože operace zahrnuje evokaci démonů, Abramelinův postup byl použit v goetické magii (zvláště v její evropské tradici). Ačkoliv původním záměrem textu je vyvolání Strážného anděla, moderní práce na subjektu bere na zřetel také goetický aspekt.

## Magické čtverce
Praktická Abramelinova magie (Kniha III francouzského textu a Knihy III a IV německého originálu) se soustřeďuje na soubor talismanů tvořených magickými čtverci, které se podobají tradičním magickým čtvercům, ačkoliv na rozdíl od nich používají namísto číslic písmena. Běžné slovní čtverce slouží jako puzzle nebo jako učební pomůcka studentům. V Abramelinově kontextu se jedná o mystičtější pojetí, v němž každý čtverec obsahuje slova nebo jména vztahující se k magickému účinku konkrétního čtverce. Podobají se známému Sator Arepo Tenet Opera Rotas, alternativní verzi, kterou můžeme také nalézt mezi Abramelinovými čtverci.
Např. čtverec nazvaný „chůze pod vodou po jakouliv dobu“ obsahuje slovo MAIAM (מים nebo ماء), hebrejské a arabské slovo voda. Čtverec pro hledání pokladů a klenotů začíná slovem TIPHARAM (תפארת, varianta TIPHERET), což znamená v hebrejštině zlatý kruh a je to zároveň jméno sféry Krásy na kabalistickém stromě života.

## Abramelin a Hermetický řád Zlatého úsvitu
V roce 1897 byla britským okultistou Samuelem L. MacGregorem Mathersem do angličtiny přeložena Kniha posvátné magie mága Abramelina. Magie popsaná v tomto grimoáru byla přijata Hermetickým řádem Zlatého úsvitu, jehož byl Mathers hlavou.
Britský okultista Aleister Crowley, v té době člen řádu, začal přípravy na vyvolání anděla podle Abramelinových instrukcí, ale opustil tento záměr, aby asistoval Mathersovi během řádového rozkolu v roce 1901.

## Abramelin a Thelema
Kniha posvátné magie mága Abramelina měla hluboký význam pro Crowleyho, zakladatele Thelemy. Když vyvinul tento mystický systém, poznání a spojení se Strážným andělem se stalo základním úkolem každého adepta. Bylo pojato do vlastního konceptu Thelemy, kde „Skutečnou vůli“ (True Will), kterou lze popsat jako jedinou posvátnou předurčenost anebo cestu života, si nelze uvědomit bez kontaktu se Strážným andělem. Ačkoliv Crowley hodlal vytvořit svůj vlastní rituál pro jeho vyvolání, usoudil, že adept může víceméně dosáhnout tohoto mystického stavu mnoha způsoby; fundamentální koncept ale zůstává Abramelinův.
V roce 1906 se Crowley rozhodl nahradit Abramelinovu operaci takovou, kterou by mohl uskutečnit během cesty se svou ženou Rosou Kellyovou a jejich malou dcerkou do Číny. Zaznamenal první vize zářící postavy, která ho přijala do Řádu Stříbrné hvězdy a poté mu poskytla drastickou mystickou zkušenost, takže uvážil, že získal poznání a spojení se svým Strážným andělem. Nicméně si nebyl jist rolí, kterou v této zkušenosti sehrálo užívání hašiše a tak v roce 1908 znovu provedl v Paříži celou operaci bez jeho užití.
Později Crowley prohlašoval, že Abramelinovu operaci úspěšně dokončil, ale výsledek jeho experimentu nenabízel síly k hledání pokladů, neviditelnosti, létání a úspěchu v lásce. Proto přiřadil k Abramelinově operaci zjevení Knihy zákona a vyhlásil „Horův aeon“ započatý během jeho cesty s Kellyovou do Egypta v roce 1904.

## Abramelin a současný eklektický okultismus
Od doby Mathersova překladu je Kniha posvátné magie mága Abramelina stále populární u anglosaských ceremoniálních mágů a okultistů zajímajících se o hermetickou kabalu, křesťanskou kabalu a grimoáry. Brožované vydání v době obrozeného zájmu o hermetismus během 70. let přineslo knihu nové generaci čtenářů a mnoho osob se pokusilo v souvislosti s Thelemou a Zlatým úsvitem i mimo ně o zvládnutí Abramelinovy operace tak, jak je popsána nebo zkusili experimentovat s magickými čtverci a Abramelinovými formulemi z textu.
Existuje několik důležitých rozdílů mezi původními rukopisy a Mathersovou edicí. Za prvé, jedna ze čtyř knih ve francouzském rukopise chybí. Za druhé, Mathers udává jako dobu trvání operace šest měsíců, naproti tomu všechny další zdroje měsíců osmnáct. Za třetí, pravděpodobnou chybou v překladu je, že Mathers změnil jednu ze složek Abramelinova oleje: konkrétně uvádí galangal (kořen asijské rostliny Alpinia galangal) namísto původní rostliny puškvorce (Acorus calamus). Olej v německých rukopisech také obsahuje skořici (Cinnamomum aromaticum) a více se podobá biblickému receptu na Svatý olej pomazání. Rozdíly mezi recepty způsobují několik důležitých změn v charakteristice poživatelnosti, vůně, působení na pokožku a duchovní symbolice. Za čtvrté, jména společných duchů se někdy i značně odlišují. Za páté, u Matherse je 242 magických čtverců, zatímco v německém originále jich je 251. Mnoho ze čtverců v Mathersově překladu není zcela vyplněno a to je asi hlavní rozdíl od německých pramenů.
Německý překlad připsaný Abrahamovi z Wormsu a editovaný Georgem Dehnem byl publikován v roce 2001 v edici Araki. V této verzi je čtvrtá kniha obsažena a Mathersův galangal je opraven na puškvorec (ačkoliv ne v anglickém překladu). Všech 251 magických čtverců je kompletních. Anglický překlad Dehnovy edice byl vydán v roce 2006 americkým vydavatelem Nicholasem Haysem.